# Station Polmont
Polmont is een spoorwegstation van National Rail in Falkirk in Schotland. Het station is eigendom van Network Rail en wordt beheerd door ScotRail.
Glasgow Queen Street · Croy · Falkirk High · Polmont · Linlithgow · Edinburgh Park · Haymarket · Edinburgh Waverley